# Willemstad (Brabant-Septentrional)
Pour les articles homonymes, voir Willemstad.

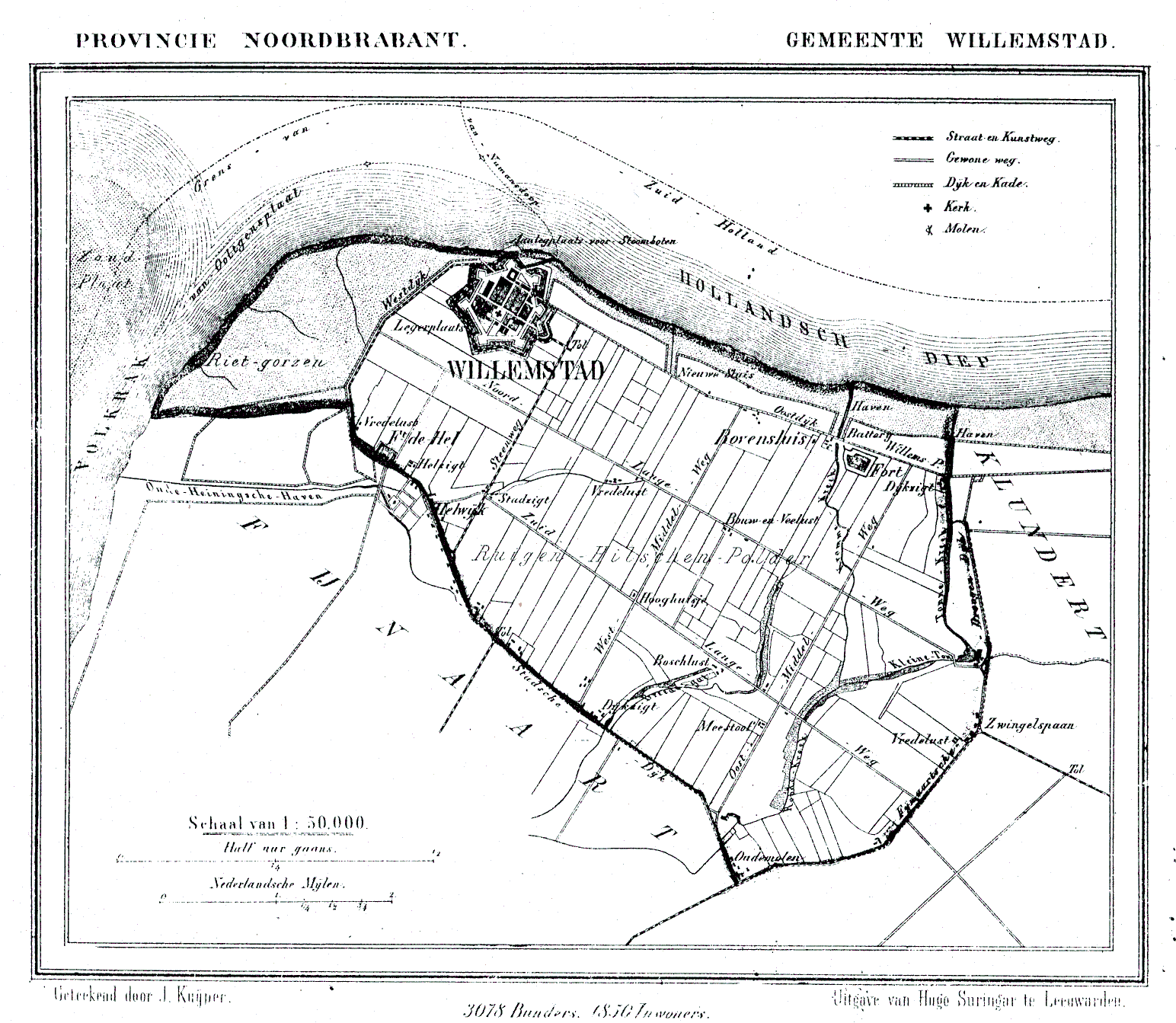
Willemstad en 1865

Willemstad est une ville fortifiée de la commune de Moerdijk dans la province du Brabant-Septentrional aux Pays-Bas. Il s'agit d'une localité ayant obtenu le titre de ville. Willemstad est située à l'intersection de deux cours d'eau, le Volkerak et le Hollands Diep

## Histoire
À l'origine, l'endroit était composé de terres alluviales. Le village de Ruigenhil vit le jour vers 1565 après que Jean IV de Glymes, marquis de Bergen-op-Zoom fit poldériser les terres. Le 17 juin 1583, les Espagnols envahirent Steenbergen. Guillaume d'Orange fit fortifier Ruigenhil. Après sa mort en 1584, son fils, le prince Maurice, octroya des droits de ville à la localité en 1585. Celle-ci prit le nom officiel de Willemstad. Initialement : Willem's stad (la ville de Guillaume).
Le prince Maurice chargea Adriaan Anthonisz (nl) d'étendre les fortifications vers leur forme actuelle d'étoile à sept branches. Les bastions situés à chacune des pointes de l'étoile ont été baptisés du nom d'une des sept provinces qui s'étaient alliées dans la lutte contre l'Espagne.

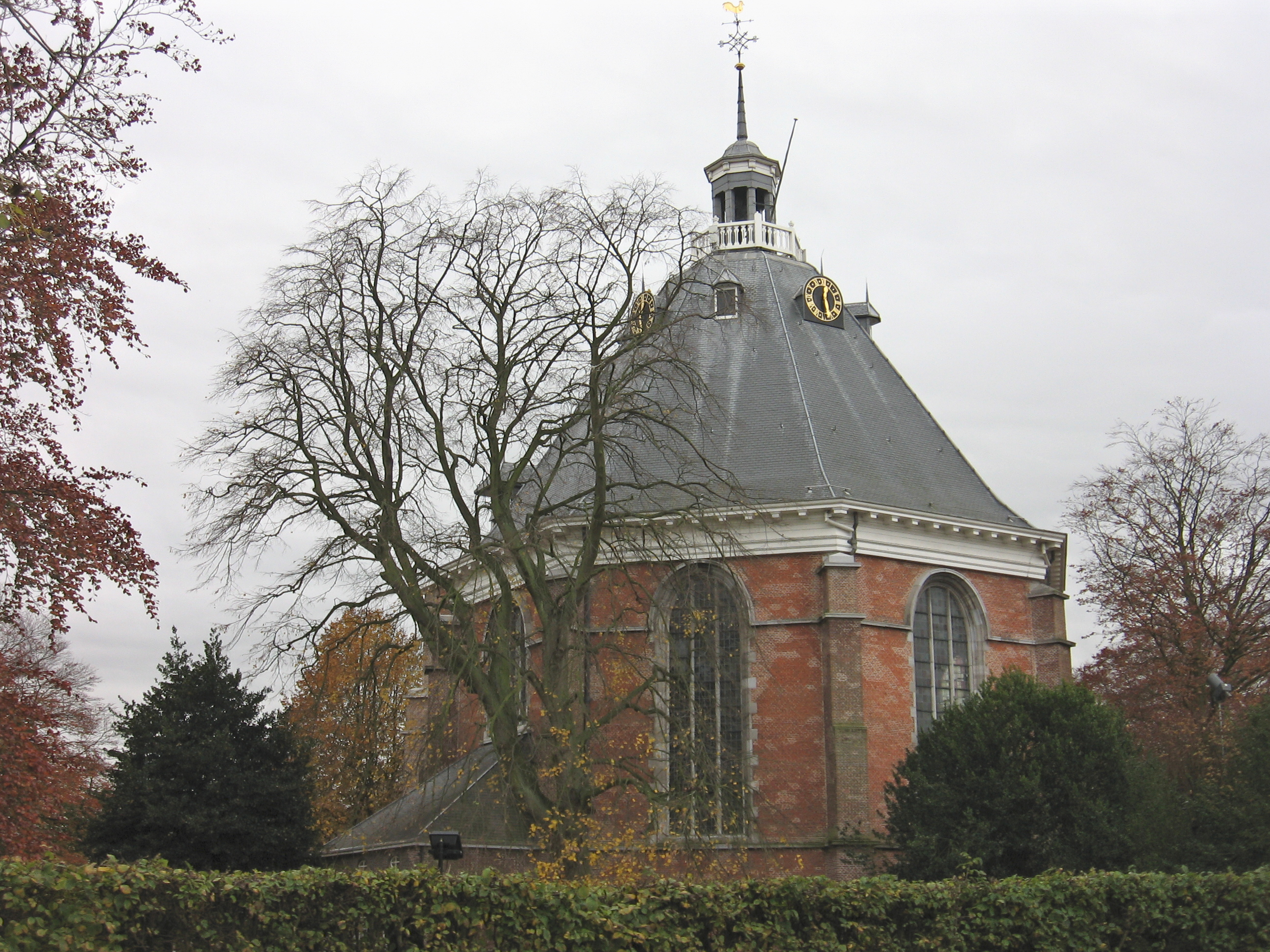
La Koepelkerk.

Une église protestante (la Koepelkerk) fut construite à Willemstad en 1607 par Coenraet Norenburch. Il s'agit de la première église protestante construite aux Pays-Bas. Le prince Maurice offrit l'appui financier à la construction de l'église à la condition que celle-ci ait une forme soit ronde, soit octogonale. En 1623, le prince Maurice fit construire le Princehof à Willemstad (actuellement Mauritshuis). Le bâtiment servit d'hôtel de ville à partir de 1973 jusqu'à ce que l'administration soit transférée à Moerdijk, en 1997.
Il existe toujours un lien entre Willemstad et la famille d'Orange-Nassau. Un des titres de la Reine Beatrix est Dame de Willemstad.
En 1793 Willemstad supporta un siège des Français, mais dû capituler après la chute de Bergen op Zoom. Au début du XIXe siècle Willemstad reçut la visite du Roi Louis Napoleon Bonaparte les 27 et 28 avril 1809 et celle de son frère, l'Empereur Napoléon le 4 octobre 1811. L'empereur Napoléon fit construire une poudrière.
En 1874 Willemstad fut au centre de la ligne de défense du Hollands Diep et du Volkerak. Il s'agissait de défendre la Hollande contre les troupes qui venaient du Brabant en traversant le Hollands Diep et fermer l'accès des bateaux vers le Hollands Diep.

## Classement
Le 28 mai 1926 un Arrêté royal leva le statut de fortification. En 1970, l'ensemble comprenant l'ancienne fortification, la ville intérieure et le champ de tir furent classés.

## Économie
Actuellement Willemstad vit essentiellement du tourisme. La ville fait partie des quinze membres de l'association néerlandaise des villes fortifiées (Nederlandse Vereniging van Vestingsteden) et comprend un port de plaisance orienté vers les sports nautiques.
Outre les divers musées situés dans l'enceinte des fortifications, une visite aux écluses du Volkerak situées près de la petite ville fortifiée est digne d'intérêt.

## Anciens bourgmestres
- 1901-1905 Jan Brunt
- 1905-1908 H.P.J. Bloemers
- 1920-1940 H. van der Veen
- 1940-1942 J. Bax
- 1953 Cor (C.) van der Hooft
- 1978-1985 J.R. van Andel
- 1985-1997 Cor (C.J.) de Ronde

## Né à Willemstad
- Bas Maliepaard (1938-2024), coureur cycliste néerlandais